# 國清寺 (如東縣)
国清寺是江苏省如东县第一座古刹，原址位于掘港东营。现在的寺庙位于县城西南，1991年由县、市两级政府批准后易地重建。

## 历史
唐宪宗元和年间（806-820年），浙江天台宗第十祖僧行满始建国清寺，后遭五代及宋元兵燹之毁。明万历九年（1581年），僧绍崟募化重建，清代几度休整。民国十五年，南通张謇等人发起募化重修大雄宝殿、金刚殿、藏经楼等处。
1946年冬，为防国民党军队驻扎，拆除天王殿部分和藏经楼、西厢房，保留大雄宝殿。
1960年7月，掘港国清寺被公布为江苏省文物保护单位。
1968年秋，“文化大革命”中拆除寺庙全部建筑，基址上建成机关和民居。